# Urdubegi
Durante il regno della dinastia Moghul, le urdubegi erano delle donne assegnate alla protezione dell'imperatore e delle donne che abitavano la zenana.

## Storia
Dato che le donne della corte moghul vivevano segregate nelle loro zenana per via della purdah, l'amministrazione dei loro appartamenti era curata da personale femminile. La divisione dei compiti amministrativi era dettata in gran parte dalla visione di Akbar, che aveva organizzato la sua zenana di oltre 5.000 donne nobili e relativa servitù. Le donne incaricate della protezione della zenana erano comunemente di origine Habshi, Tatar, Turk e Kashmiri. Le donne del Kashmir erano scelte perché non osservano la purdah. Molte delle donne venivano acquistate come schiave e addestrate per adempiere alle loro mansioni.
Esse sono menzionate sin dai regni di Babur e Humayun, ed erano abili nel combattimento con le armi, in particolare con la lancia e nel tiro con l'arco. Gli imperatori mogul trascorrevano gran parte del loro tempo libero nella zenana, e vi dormivano la sera, quindi, le donne assegnate per proteggere gli appartamenti delle donne erano anche parte del più ampio sistema di protezione dell'imperatore. Le urdubegi della corte moghul erano guerriere molto abili. Nel 1719 Farrukh Siyar si nascose nella sua zenana, temendo per la sua vita, e la guardia armata del Mahal si preparò per la battaglia.